# Phyllachora valsispora
Phyllachora valsispora är en svampart som beskrevs av Rehm 1897. Phyllachora valsispora ingår i släktet Phyllachora och familjen Phyllachoraceae.   Inga underarter finns listade i Catalogue of Life.